# Gladstelige heksenboleet
De gladstelige heksenboleet (Suillellus queletii) is een schimmel uit de familie Boletaceae. De soort behoort tot de roodporieboleten.

## Naamgeving
De wetenschappelijke naam werd gepubliceerd in 1885 door Stephan Schulzer von Müggenburg als Boletus queletii. 
Synoniemen zijn: 
- Boletus queletii Schulzer (1885)
- Versipellis queletii (Schulzer) Quél. (1886)
- Dictyopus queletii (Schulzer) Quél.
- Tubiporus queletii (Schulzer) Maire (1937)

## Kenmerken
Hoed
De hoed is 5-15 cm groot. Bij jonge exemplaren is deze dof en viltig, maar als ze ouder worden glad. De kleur is egaal roodbruin en kan later olijftinten bevatten met aan de rand gelige vlekjes. Zeldzaam kan de hoed ook rood van kleur zijn. In aanvang is de hoed halfbolvormig, maar later wordt deze meer uitgespreid tot gewelfd. De hoedrand is eerst ingebogen en later golvend. Het centrum van de hoed is soms wat ingedeukt. 
Buisjes
De buisjes zijn goudgeel, later olijfgeel, en 15-30 mm lang.
Steel
De steel is 4-15 cm lang en 1-3,5 cm dik. Onder de hoed olijf-citroengeel of geelgoud, daaronder vuilrood of karmijnrood, aan de basis rood tot bruinrood, glad of licht gestippeld. Het vlees van de voet van de steel is paars. De paddenstoel is te herkennen aan zijn vlokkige steel.
Poriën
De poriën zijn rondachtig en meten ongeveer 2 mm in doorsnee. Bij jonge exemplaren zijn ze olijfgeel, later oranjegeel en ten slotte olijfgroen. Aan de rand van de hoed zijn de poriën vaak geel en deze kleuren duidelijk blauw bij kneuzen.
Eetbaarheid
De gladstelige heksenboleet is eetbaar, maar moet minstens twintig minuten gekookt of gebakken worden, omdat hij anders ingewandsstoornissen kan veroorzaken.

## Verspreiding
De paddenstoel komt in Nederland matig algemeen voor. Hij staat op de rode lijst (2004) in de categorie kwetsbaar. Hij groeit van juni tot september in warme gebieden en onder bomen die in de winter hun blad verliezen.

## Foto's

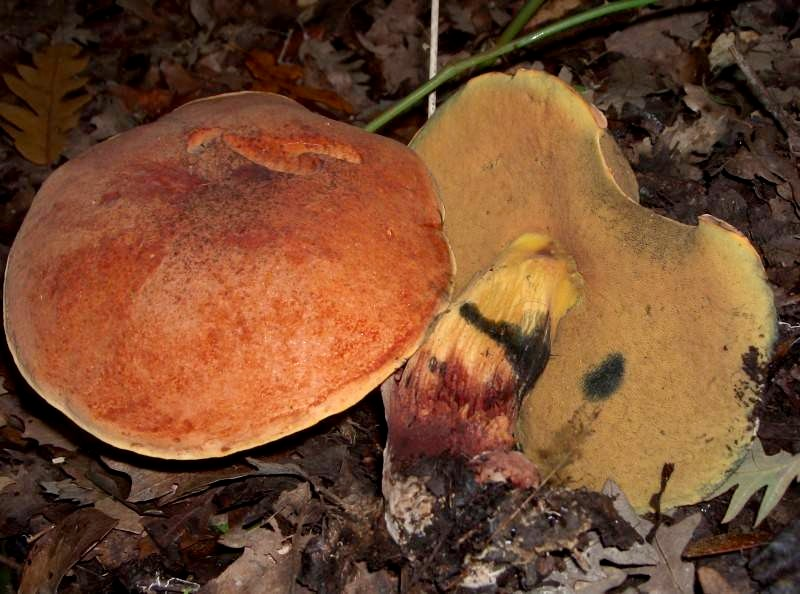
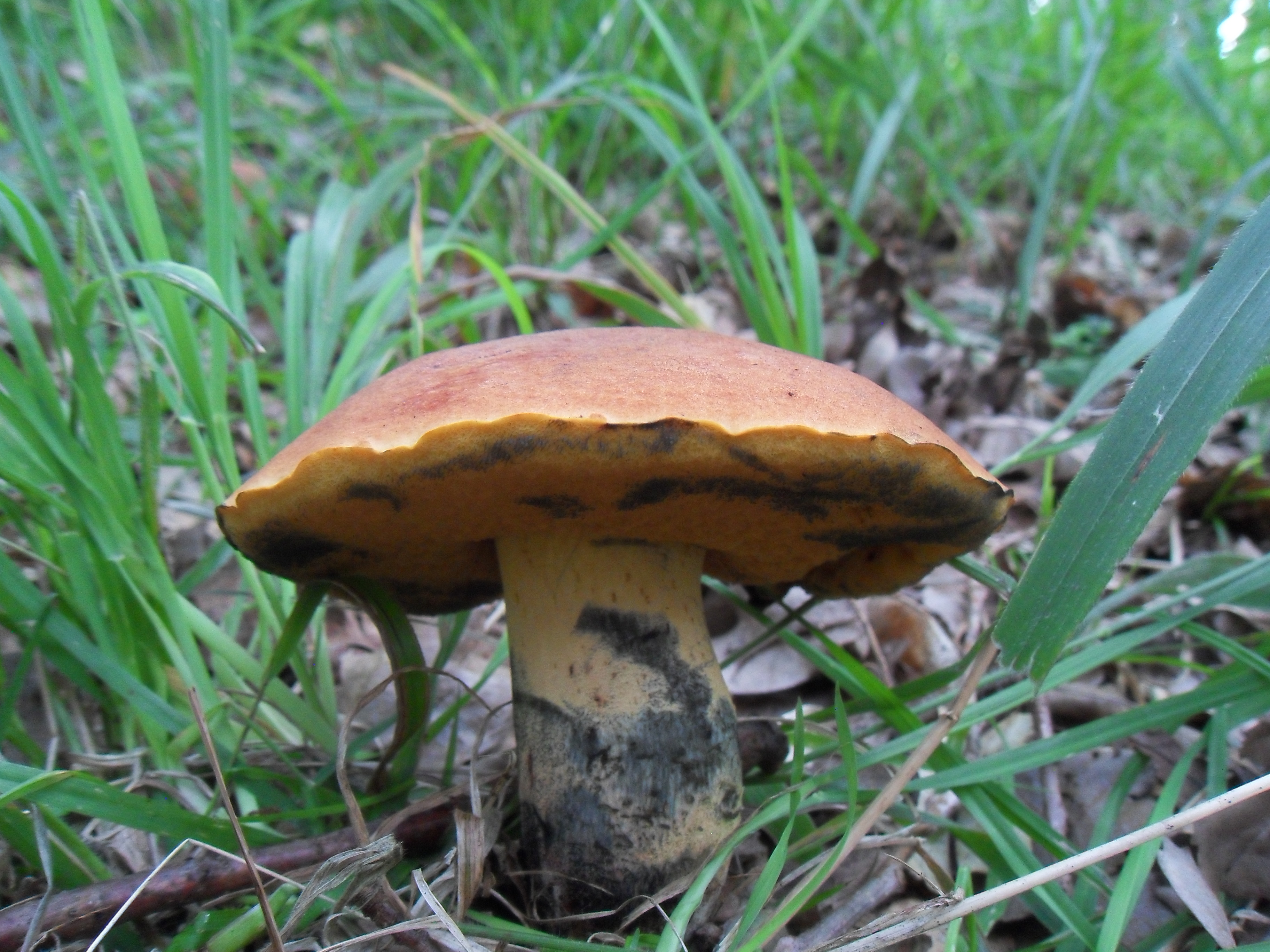
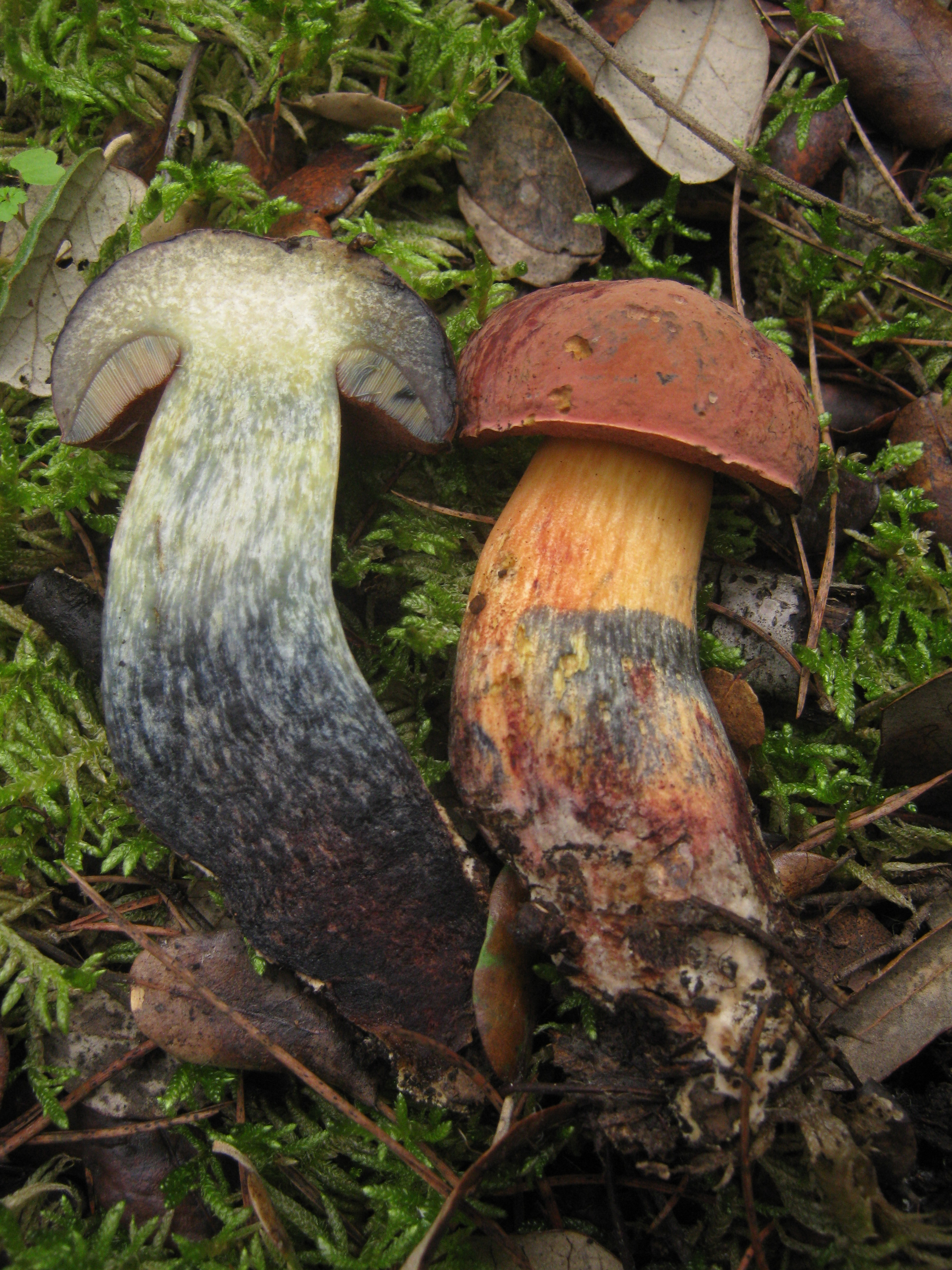